# Ibrahim Chafadschi
Ibrahim Chafadschi (arabisch إبراهيم خفاجي, DMG Ibrāhīm Ḫafāǧī; * 1926 in Mekka, Saudi-Arabien; † 24. November 2017 ebenda) war ein saudi-arabischer Dichter und Schriftsteller, der den Text der saudi-arabischen Hymne schrieb.

## Leben
Chafadschi besuchte die Al-Falah-Schule in Mekka. Anschließend begann er 1945 ein Studium als Funkoffizier.
1984 verfasste Chafadschi innerhalb von sechs Monaten den Text der Nationalhymne Saudi-Arabiens, die zu diesem Zeitpunkt noch keinen Text hatte. Der von Chafadschi geschriebene Text wurde im selben Jahr zum offiziellen Text der saudischen Nationalhymne erklärt.
Am 24. November 2017 starb Chafadschi nach langer Krankheit in einem Krankenhaus in Mekka.
| Personendaten    | Personendaten                               |
| ---------------- | ------------------------------------------- |
| NAME             | Chafadschi, Ibrahim                         |
| KURZBESCHREIBUNG | saudi-arabischer Dichter und Schriftsteller |
| GEBURTSDATUM     | 1926                                        |
| GEBURTSORT       | Mekka, Saudi-Arabien                        |
| STERBEDATUM      | 24. November 2017                           |
| STERBEORT        | Mekka, Saudi-Arabien                        |